# 長葛之戰
長葛之戰發生於前718年，宋國攻打鄭國的一場戰爭。
前718年，宋國進攻邾國，邾國向鄭國求援，鄭莊公遂聯同周王軍隊起兵討伐宋國，攻入宋國郛地以報復東門之戰。同年宋殤公因其堂兄公子馮住在鄭國的長葛及入侵郛地之仇而討伐鄭國，引軍圍困了鄭國長葛。翌年（前717年）秋天，宋軍攻陷長葛。